# روبيرتو توريس
روبيرتو توريس (بالإسبانية: Roberto Ismael Torres Baez) (مواليد 6 أبريل 1972) هو لاعب كرة قدم. يلعب مع منتخب باراغواي لكرة القدم منذ عام 1996.

## وصلات خارجية
- روبيرتو توريس على موقع رابطة كرة القدم اليابانية للمحترفين (اليابانية)
- روبيرتو توريس على موقع قاعدة بيانات كرة القدم.إي يو (الإنجليزية)
- روبيرتو توريس على موقع ناشيونال فوتبول تيمز (الإنجليزية)
- روبيرتو توريس على موقع Soccerway.com (الإنجليزية)
- روبيرتو توريس على موقع عالم كرة القدم.نت (الإنجليزية)

- National Football Teams